# Bemowo
Bemowo es un distrito de Varsovia. Es el octavo distrito con más habitantes de Varsovia y uno de los más densamente poblados. Bemowo está situado en la parte occidental de la ciudad. Su territorio abarca el "cinturón occidental" llamado del antiguo distrito de Wola, que se incorporó a Varsovia en el año 1951. El nombre del distrito proviene del apellido del General Józef Bem.

## Historia
El distrito de Bemowo está estrechamente vinculado con el ejército polaco. El Aeropuerto de Babice, situado cerca de Bemowo, agrupa a varias unidades militares y múltiples universitarios, ya que aquí se encuentra el instituto de investigación militar. En el pasado, en Fortu Bema, un fuerte militar y de municiones, dirguía múltiples clubes militares y deportivos, como el CWKS Legia, para mantener controlados a los soldados y estudiantes. 
Durante la Segunda Guerra Mundial, el aeropuerto se estableció aquí, por lo que tuvieron que remodelar la zona y despejar los antiguos fuertes y las bases militares. Aun así, el aepopuerto fue destinado para el servicio militar. Actualmente, en Bemowo operan las unidades militares, y el aeropuerto forma parte aún del ejército polaco; las bases se han convertido en una amplia universidad para estudiar la carrera de soldado en las Fuerzas Armadas, en la Brigada de Defensa de Varsovia y Centro de Emergencias.